# Клинцево (платформа)
Клинцево — остановочный пункт на линии Ярославль — Рыбинск Северной железной дороги, расположенный в Ярославском районе Ярославской области.
Останавливаются пригородные поезда северо-западного направления от Ярославля (на Рыбинск). Отсутствует касса для продажи билетов на пригородные поезда. Примыкающая к платформе с северной стороны одноимённая деревня относится к  Артемьевскому сельскому поселению Тутаевского района.

## Железнодорожное сообщение[1]
| № поезда       | Маршрут движения                              |
| -------------- | --------------------------------------------- |
| 6572/6571      | Рыбинск-Пасс. — Ярославль (Московский вокзал) |
| 6596           | Рыбинск-Пасс. — Ярославль-Главный             |
| 6582/6581/6579 | Ярославль (Московский вокзал) — Родионово     |
| 6982/6981      | Рыбинск-Пасс. — Ярославль (Московский вокзал) |
| 6592           | Пищалкино — Ярославль-Главный                 |
| 6984           | Рыбинск-Пасс. — Ярославль-Главный             |
| 6595/6589      | Ярославль (Московский вокзал) — Пищалкино     |
| 6577           | Ярославль-Главный — Рыбинск-Пасс.             |